# شحرور أصفر الكتف
شحرور أصفر الكتف (الاسم العلمي: Agelaius xanthomus) (بالإنجليزية: Yellow-shouldered Blackbird)‏ هو نوع من الطيور يتبع جنس الشحرور السربي من فصيلة الصفراويات.